# Dichondra microcalyx
Dichondra microcalyx, oreja de ratón es una especie del género Dichondra, la cual pertenece a la familia Convolvulaceae.

## Descripción
Nativa de América del Sur, es una planta perennifolia rastrera de rápido crecimiento. Se extiende tomando la forma del suelo y alcanza de 1 a 5 cm de altura. Sus tallos son cortos, muy ramificados.

### Hojas
Las hojas de color verde oscuro son simples, íntegras, alternas, con forma de riñón o de oreja (de ahí su nombre común). Tienen de 1 a 3,5 cm de diámetro.

### Flores
Las flores de color blanquecino se presentan aisladas. Son poco visibles, y tienen un diámetro de 5 mm.